# Tortellà
Tortellà este o localitate în Spania în comunitatea Catalonia în provincia Girona. În 2006 avea o populație de 729 locuitori.
1. ↑  Nomenclátor Geográfico de Municipios y Entidades de Población (20240402 edition)
2. ↑   https://tortella.cat/lajuntament/equip-de-govern/ Lipsește sau este vid: |title= (ajutor)
3. 1 2   http://www.idescat.cat/pub/?id=aec&n=925&t=2016 Lipsește sau este vid: |title= (ajutor)